# Septeto no. 1, op. 74, de Hummel
El Septeto número 1 en Re menor op74 fue compuesto por Johann Nepomuk Hummel en 1816 y es probablemente una de sus mejores obras de música de cámara.
Su formación original es para piano, flauta, oboe, trompa, viola, chelo y contrabajo, pero debido a su alta popularidad existen muchas versiones con formaciones distintas. El propio Hummel hizo otra versión más práctica para piano, violín, viola, chelo y contrabajo, la misma formación que Schubert escogió más tarde para su Quinteto La trucha. Liszt también era uno de los admiradores de esta pieza, la cual tocaba a menudo, y por eso hizo una transcripción para dos pianos y otra para piano solo.
El Septeto está formado por cuatro movimientos: Allegro con Spirito, Menuetto o Scherzo, Andante con Varizione y Finale. A lo largo de los movimientos, podemos observar mucha flexibilidad con los cambios de tonalidades, característica de un estilo romántico más tardío, lo cual puede poner en duda la imagen que se ha tenido siempre de Hummel como compositor del Clasicismo.
Hummel dedicó esta obra a la archiduquesa Marie Louise de Austria, con quién Napoleón se casó en 1810. 